# Sylvia Sidney
Sylvia Sidney, właściwie Sophia Kosow (ur. 8 sierpnia 1910 w nowojorskim Bronksie, zm. 1 lipca 1999 w Nowym Jorku) – amerykańska aktorka, nominowana do Oscara za rolę drugoplanową w filmie Summer Wishes, Winter Dreams (1973).

## Filmografia
- 1931: Tragedia amerykańska jako Roberta Alden
- 1936: Jestem niewinny jako Katherine Grant
- 1936: Tajny agent jako pani Verloc
- 1937: Śmiertelny zaułek jako Drina Gordon
- 1945: Krew na słońcu jako Iris Hilliard
- 1975-1976: Ryan’s Hope (serial) jako siostra Mary Joel
- 1976: Starsky i Hutch (serial) jako Olga Grossman (odc. "Gillian")
- 1977: Atak na Entebbe jako Dora Bloch
- 1977: Nigdy nie obiecywałem ci ogrodu pełnego róż jako Miss Coral
- 1978: Omen II jako ciotka Marion
- 1978: Kaz (serial) jako Molly (odc. "A Fine Romance")
- 1981: Statek miłości (serial) jako Natalie (odc. "I Love You Too, Smith")
- 1982: Opowieści Hammetta jako Donaldina Cameron
- 1983: Magnum (serial) jako Elizabeth Barrett	(odc."Birdman of Budapest")
- 1985: Wczesny mróz jako Beatrice McKenna
- 1988: Sok z żuka jako Juno, kuratorka
- 1989: McCall (serial) jako sędzina (odc."Trial by Ordeal")
- 1992: Druga miłość jako Becky
- 1993: McCall (serial) jako Alice (odc."Miracle Cure")
- 1996: Marsjanie atakują! jako babcia Florence Norris